# Bean nighe
 (juin 2025).
Si vous disposez d'ouvrages ou d'articles de référence ou si vous connaissez des sites web de qualité traitant du thème abordé ici, merci de compléter l'article en donnant les références utiles à sa vérifiabilité et en les liant à la section « Notes et références ».
La bean nighe (« lavandière » en gaélique écossais) est une créature surnaturelle du folklore gaélique d'Écosse, parfois assimilée à la banshee, et probablement issue de la mythologie celtique irlandaise.
Elle est la messagère de la mort : elle nettoie les vêtements des personnes qui vont mourir.